# Куцуфляни (дем Негуш)
Вижте пояснителната страница за други значения на Куцуфляни.
Куцуфляни (на гръцки: Άγιος Παύλος, Агиос Павлос, до 1928 година Κουτσούφλιανη, Куцуфляни) е село в Република Гърция, област Централна Македония, дем Негуш.

## География
Селото е разположено високо на 1250 m в североизточните части на планината Каракамен (Негуш планина или Дурла, на гръцки Вермио), на 15 km северозападно от демовия център Негуш (Науса).

## История

### В Османската империя
Към края на XVIII век Куцуфляни има 90 семейства. Според гръцки източници селото е влашко.
Българското село Куцуфляни заедно с много села в околността е унищожено по време на Негушкото въстание в 1822 година и по-късно е възстановено от власи пастири.

### В Гърция
В 1912 година през Балканската война в селото влизат гръцки войски, а след Междусъюзническата война в 1913 година Куцуфляни остава в Гърция. В 20-те години селото е обновено от понтийски гърци бежанци от Турция. В 1928 година Куцуфляни е смесено местно-бежанско селище с 14 бежански семейства и 76 жители бежанци. В 1928 година името на селото е променено на Агиос Павлос (в превод Свети Павел).
По време на Гражданската война, през пролетта на 1947 година, жителите на селото са насилствено изселени от властите. Жителите му се изселват в Негуш, но обработват имотите си и селото не е заличено.
| Година    | 1913 | 1920 | 1928 | 1940 | 1951 | 1961 | 1971 | 1981 | 1991 | 2001 | 2011 | 2021 |
| --------- | ---- | ---- | ---- | ---- | ---- | ---- | ---- | ---- | ---- | ---- | ---- | ---- |
| Население |      |      | 44   | 67   |      |      |      |      | 78   | 8    | 4    | 0    |

## Личност
Родени в Куцуфляни
- Василиос Хадзийоанидис (1940 – 1913), гръцки политик